# Floyd Ayité
Floyd Ama Nino Ayité (Bordeaux, 15 de dezembro de 1988) é um ex-futebolista togolês nascido na França que atuava como ponta-esquerda. É irmão do também futebolista Jonathan Ayité.

## Carreira
Floyd Ayité representou a Seleção Togolesa no Campeonato Africano das Nações de 2017.

## Títulos
Fulham
- EFL Championship play-offs: 2017–18[1]